# OHL 2005/06
Die OHL-Saison 2005/06 war die 26. Spielzeit der Ontario Hockey League. Die reguläre Saison begann am 21. September 2005 und endete am 19. März 2006. Die Play-offs starteten am 23. März 2006 und endeten mit dem neunten J.-Ross-Robertson-Cup-Gewinn der Peterborough Petes am 11. Mai 2006, die sich im OHL-Finale gegen die London Knights durchsetzten.

## Reguläre Saison

### Abschlussplatzierungen
Abkürzungen: GP = Spiele, W = Siege, L = Niederlagen, OTL = Niederlage nach Overtime bzw. Shootout, GF = Erzielte Tore, GA = Gegentore, Pts = Punkte

Erläuterungen:       = Play-off-Qualifikation,       = Division-Sieger,       = Conference-Sieger,       = Hamilton-Spectator-Trophy-Gewinner

#### Eastern Conference
| East Division       | GP | W  | L  | OTL | GF  | GA  | Pts |
| ------------------- | -- | -- | -- | --- | --- | --- | --- |
| Peterborough Petes  | 68 | 47 | 16 | 5   | 269 | 199 | 99  |
| Kingston Frontenacs | 68 | 37 | 24 | 7   | 258 | 237 | 81  |
| Belleville Bulls    | 68 | 32 | 28 | 8   | 202 | 225 | 72  |
| Ottawa 67’s         | 68 | 29 | 31 | 8   | 240 | 244 | 66  |
| Oshawa Generals     | 68 | 18 | 45 | 5   | 233 | 330 | 41  |

| Central Division             | GP | W  | L  | OTL | GF  | GA  | Pts |
| ---------------------------- | -- | -- | -- | --- | --- | --- | --- |
| Brampton Battalion           | 68 | 44 | 21 | 3   | 275 | 222 | 91  |
| Barrie Colts                 | 68 | 43 | 21 | 4   | 258 | 194 | 90  |
| Sudbury Wolves               | 68 | 34 | 28 | 6   | 227 | 222 | 74  |
| Toronto St. Michael’s Majors | 68 | 32 | 26 | 10  | 259 | 285 | 74  |
| Mississauga IceDogs          | 68 | 21 | 40 | 7   | 192 | 299 | 49  |

#### Western Conference
| Midwest Division  | GP | W  | L  | OTL | GF  | GA  | Pts |
| ----------------- | -- | -- | -- | --- | --- | --- | --- |
| London Knights    | 68 | 49 | 15 | 4   | 304 | 211 | 102 |
| Kitchener Rangers | 68 | 47 | 19 | 2   | 255 | 165 | 96  |
| Guelph Storm      | 68 | 40 | 24 | 4   | 232 | 206 | 84  |
| Owen Sound Attack | 68 | 32 | 29 | 7   | 239 | 239 | 71  |
| Erie Otters       | 68 | 26 | 35 | 7   | 219 | 266 | 59  |

| West Division               | GP | W  | L  | OTL | GF  | GA  | Pts |
| --------------------------- | -- | -- | -- | --- | --- | --- | --- |
| Plymouth Whalers            | 68 | 35 | 28 | 5   | 227 | 225 | 75  |
| Saginaw Spirit              | 68 | 36 | 30 | 2   | 242 | 246 | 74  |
| Windsor Spitfires           | 68 | 32 | 29 | 7   | 247 | 253 | 71  |
| Sault Ste. Marie Greyhounds | 68 | 29 | 31 | 8   | 201 | 213 | 66  |
| Sarnia Sting                | 68 | 17 | 46 | 5   | 197 | 295 | 39  |

### Beste Scorer
Abkürzungen: GP = Spiele, G = Tore, A = Assists, Pts = Punkte, PIM = Strafminuten; Fett: Saisonbestwert
| Spieler          | Team                         | GP | G  | A  | Pts | PIM |
| ---------------- | ---------------------------- | -- | -- | -- | --- | --- |
| Rob Schremp      | London Knights               | 57 | 57 | 88 | 145 | 74  |
| Dave Bolland     | London Knights               | 57 | 57 | 73 | 130 | 104 |
| Wojtek Wolski    | Brampton Battalion           | 56 | 47 | 81 | 128 | 46  |
| Dylan Hunter     | London Knights               | 62 | 32 | 85 | 117 | 50  |
| Evan McGrath     | Kitchener Rangers            | 67 | 37 | 77 | 114 | 63  |
| Justin Donati    | Toronto St. Michael’s Majors | 62 | 46 | 63 | 109 | 50  |
| Bryan Little     | Barrie Colts                 | 64 | 42 | 67 | 109 | 99  |
| Peter Tsimikalis | Oshawa Generals              | 64 | 49 | 70 | 99  | 69  |
| Cal O’Reilly     | Windsor Spitfires            | 68 | 18 | 81 | 99  | 8   |
| Bobby Ryan       | Owen Sound Attack            | 59 | 31 | 64 | 95  | 44  |

### Beste Torhüter
Abkürzungen: GP = Spiele, TOI = Eiszeit (in Minuten), W = Siege, L = Niederlagen, OTL = Overtime/Shootout-Niederlagen, GA = Gegentore, SO = Shutouts, Sv% = gehaltene Schüsse (in %), GAA = Gegentorschnitt
| Spieler            | Team              | GP | TOI  | W  | L  | OTL | GA  | SO | Sv%  | GAA  |
| ------------------ | ----------------- | -- | ---- | -- | -- | --- | --- | -- | ---- | ---- |
| Dan Turple         | Kitchener Rangers | 57 | 3306 | 40 | 15 | 2   | 124 | 7  | 92,4 | 2,25 |
| Anthony Guadagnolo | Windsor Spitfires | 48 | 2814 | 27 | 14 | 6   | 129 | 5  | 91,6 | 2,75 |
| Dan LaCosta        | Barrie Colts      | 59 | 3340 | 36 | 17 | 4   | 142 | 6  | 91,5 | 2,55 |

## Play-offs

### Play-off-Baum
|  | Conference-Viertelfinale | Conference-Viertelfinale    | Conference-Viertelfinale |                    |                    | Conference-Halbfinale | Conference-Halbfinale | Conference-Halbfinale |  |  | Conference-Finale | Conference-Finale | Conference-Finale |  |  | OHL-Meisterschaft | OHL-Meisterschaft | OHL-Meisterschaft |
|  |                          |                             |                          |                    |                    |                       |                       |                       |  |  |                   |                   |                   |  |  |                   |                   |                   |
|  | E1                       | Peterborough Petes          | 4                        |                    |                    |                       |                       |                       |  |  |                   |                   |                   |  |  |                   |                   |                   |
|  | E8                       | Ottawa 67’s                 | 2                        |                    |                    |                       |                       |                       |  |  |                   |                   |                   |  |  |                   |                   |                   |
|  | E8                       | Ottawa 67’s                 | 2                        | E1                 | Peterborough Petes | 4                     |                       |                       |  |  |                   |                   |                   |  |  |                   |                   |                   |
|  |                          |                             |                          | E1                 | Peterborough Petes | 4                     |                       |                       |  |  |                   |                   |                   |  |  |                   |                   |                   |
|  |                          |                             | E5                       | Sudbury Wolves     | 0                  |                       |                       |                       |  |  |                   |                   |                   |  |  |                   |                   |                   |
|  | E4                       | Kingston Frontenacs         | E5                       | Sudbury Wolves     | 0                  | 2                     |                       |                       |  |  |                   |                   |                   |  |  |                   |                   |                   |
|  | E4                       | Kingston Frontenacs         |                          |                    |                    | 2                     |                       |                       |  |  |                   |                   |                   |  |  |                   |                   |                   |
|  | E5                       | Sudbury Wolves              | 4                        |                    |                    |                       |                       |                       |  |  |                   |                   |                   |  |  |                   |                   |                   |
|  | E5                       | Sudbury Wolves              | 4                        | E1                 | Peterborough Petes | 4                     |                       |                       |  |  |                   |                   |                   |  |  |                   |                   |                   |
|  |                          |                             |                          | E1                 | Peterborough Petes | 4                     | Eastern Conference    |                       |  |  |                   |                   |                   |  |  |                   |                   |                   |
|  |                          | E3                          | Barrie Colts             | 1                  |                    |                       |                       |                       |  |  |                   |                   |                   |  |  |                   |                   |                   |
|  | E3                       | E3                          | Barrie Colts             | 1                  | Barrie Colts       | 4                     |                       |                       |  |  |                   |                   |                   |  |  |                   |                   |                   |
|  | E3                       |                             |                          |                    | Barrie Colts       | 4                     |                       |                       |  |  |                   |                   |                   |  |  |                   |                   |                   |
|  | E6                       | Mississauga IceDogs         | 0                        |                    |                    |                       |                       |                       |  |  |                   |                   |                   |  |  |                   |                   |                   |
|  | E6                       | Mississauga IceDogs         | 0                        | E3                 | Barrie Colts       | 4                     |                       |                       |  |  |                   |                   |                   |  |  |                   |                   |                   |
|  |                          |                             |                          | E3                 | Barrie Colts       | 4                     |                       |                       |  |  |                   |                   |                   |  |  |                   |                   |                   |
|  |                          |                             | E2                       | Brampton Battalion | 1                  |                       |                       |                       |  |  |                   |                   |                   |  |  |                   |                   |                   |
|  | E2                       | Brampton Battalion          | E2                       | Brampton Battalion | 1                  | 4                     |                       |                       |  |  |                   |                   |                   |  |  |                   |                   |                   |
|  | E2                       | Brampton Battalion          |                          |                    |                    |                       |                       |                       |  |  |                   |                   |                   |  |  |                   |                   |                   |
|  | E7                       | Belleville Bulls            | 2                        |                    |                    |                       |                       |                       |  |  |                   |                   |                   |  |  |                   |                   |                   |
|  | E7                       | Belleville Bulls            | 2                        | E1                 | Peterborough Petes | 4                     |                       |                       |  |  |                   |                   |                   |  |  |                   |                   |                   |
|  |                          |                             |                          |                    |                    |                       |                       |                       |  |  |                   |                   |                   |  |  |                   |                   |                   |
|  |                          | W1                          | London Knights           | 0                  |                    |                       |                       |                       |  |  |                   |                   |                   |  |  |                   |                   |                   |
|  | W1                       | W1                          | London Knights           | 0                  | London Knights     | 4                     |                       |                       |  |  |                   |                   |                   |  |  |                   |                   |                   |
|  | W1                       |                             |                          |                    | London Knights     | 4                     |                       |                       |  |  |                   |                   |                   |  |  |                   |                   |                   |
|  | W8                       | Sault Ste. Marie Greyhounds | 0                        |                    |                    |                       |                       |                       |  |  |                   |                   |                   |  |  |                   |                   |                   |
|  | W8                       | Sault Ste. Marie Greyhounds | 0                        | W1                 | London Knights     | 4                     |                       |                       |  |  |                   |                   |                   |  |  |                   |                   |                   |
|  |                          |                             |                          | W1                 | London Knights     | 4                     |                       |                       |  |  |                   |                   |                   |  |  |                   |                   |                   |
|  |                          |                             | W6                       | Owen Sound Attack  | 2                  |                       |                       |                       |  |  |                   |                   |                   |  |  |                   |                   |                   |
|  | W3                       | Kitchener Rangers           | W6                       | Owen Sound Attack  | 2                  | 1                     |                       |                       |  |  |                   |                   |                   |  |  |                   |                   |                   |
|  | W3                       | Kitchener Rangers           |                          |                    |                    | 1                     |                       |                       |  |  |                   |                   |                   |  |  |                   |                   |                   |
|  | W6                       | Owen Sound Attack           | 4                        |                    |                    |                       |                       |                       |  |  |                   |                   |                   |  |  |                   |                   |                   |
|  | W6                       | Owen Sound Attack           | 4                        | W1                 | London Knights     | 4                     |                       |                       |  |  |                   |                   |                   |  |  |                   |                   |                   |
|  |                          |                             |                          | W1                 | London Knights     | 4                     | Western Conference    |                       |  |  |                   |                   |                   |  |  |                   |                   |                   |
|  |                          | W4                          | Guelph Storm             | 1                  |                    |                       |                       |                       |  |  |                   |                   |                   |  |  |                   |                   |                   |
|  | W4                       | W4                          | Guelph Storm             | 1                  | Guelph Storm       | 4                     |                       |                       |  |  |                   |                   |                   |  |  |                   |                   |                   |
|  | W4                       |                             |                          |                    |                    |                       |                       |                       |  |  |                   |                   |                   |  |  |                   |                   |                   |
|  | W5                       | Saginaw Spirit              | 0                        |                    |                    |                       |                       |                       |  |  |                   |                   |                   |  |  |                   |                   |                   |
|  | W5                       | Saginaw Spirit              | 0                        | W4                 | Guelph Storm       | 4                     |                       |                       |  |  |                   |                   |                   |  |  |                   |                   |                   |
|  |                          |                             |                          | W4                 | Guelph Storm       | 4                     |                       |                       |  |  |                   |                   |                   |  |  |                   |                   |                   |
|  |                          |                             | W2                       | Plymouth Whalers   | 2                  |                       |                       |                       |  |  |                   |                   |                   |  |  |                   |                   |                   |
|  | W2                       | Plymouth Whalers            | W2                       | Plymouth Whalers   | 2                  | 4                     |                       |                       |  |  |                   |                   |                   |  |  |                   |                   |                   |
|  | W2                       | Plymouth Whalers            |                          |                    |                    |                       |                       |                       |  |  |                   |                   |                   |  |  |                   |                   |                   |
|  | W7                       | Windsor Spitfires           | 3                        |                    |                    |                       |                       |                       |  |  |                   |                   |                   |  |  |                   |                   |                   |

### J.-Ross-Robertson-Cup-Sieger
| J.-Ross-Robertson-Cup-Sieger Peterborough Petes | Torhüter: Trevor Cann, David Shantz Verteidiger: Craig Cescon, Aaron Dowson, Trevor Hendrikx, Mark Pawlowski, Kyle Raftis, Lubomír Štach, Bryan Young Angreifer: Justin Caruana, Scott Cowie, Steve Downie, Zach Harnden, Patrick Kaleta, Jordan Morrison, Fredrik Näslund, Liam Reddox, Daniel Ryder, Justin Soryal, Jordan Staal, Greg Stewart, Jamie Tardif Cheftrainer: Dick Todd General Manager: Jeff Twohey |

### Beste Scorer
Abkürzungen: GP = Spiele, G = Tore, A = Assists, Pts = Punkte, PIM = Strafminuten; Fett: Saisonbestwert
| Spieler          | Team               | GP | G  | A  | Pts | PIM |
| ---------------- | ------------------ | -- | -- | -- | --- | --- |
| Rob Schremp      | London Knights     | 19 | 10 | 37 | 47  | 35  |
| Sjarhej Kaszizyn | London Knights     | 19 | 13 | 24 | 37  | 44  |
| Dylan Hunter     | London Knights     | 19 | 13 | 23 | 36  | 16  |
| Daniel Ryder     | Peterborough Petes | 19 | 15 | 16 | 31  | 22  |
| Matt D’Agostini  | Guelph Storm       | 15 | 8  | 20 | 28  | 16  |
| Dave Bolland     | London Knights     | 15 | 15 | 9  | 24  | 41  |
| Ryan Callahan    | Guelph Storm       | 13 | 7  | 17 | 24  | 20  |
| Bryan Little     | Barrie Colts       | 14 | 8  | 15 | 23  | 19  |
| Luch Aquino      | Brampton Battalion | 11 | 8  | 13 | 21  | 23  |
| Steve Downie     | Peterborough Petes | 19 | 6  | 15 | 21  | 38  |

### Beste Torhüter
Abkürzungen: GP = Spiele, TOI = Eiszeit (in Minuten), W = Siege, L = Niederlagen, OTL = Overtime/Shootout-Niederlagen, GA = Gegentore, SO = Shutouts, Sv% = gehaltene Schüsse (in %), GAA = Gegentorschnitt
| Spieler        | Team               | GP | TOI  | W  | L | GA | SO | Sv%  | GAA  |
| -------------- | ------------------ | -- | ---- | -- | - | -- | -- | ---- | ---- |
| David Shantz   | Peterborough Petes | 19 | 1239 | 16 | 3 | 54 | 1  | 92,5 | 2,61 |
| Ryan MacDonald | Guelph Storm       | 15 | 924  | 9  | 3 | 37 | 1  | 92,4 | 2,40 |
| Adam Dennis    | London Knights     | 18 | 1090 | 12 | 5 | 59 | 0  | 92,0 | 3,25 |

## Auszeichnungen

### All-Star-Teams
| Angriff:      | Mike Angelidis – Rob Schremp – Dave Bolland |
| Verteidigung: | Andrej Sekera – Marc Staal                  |
| Tor:          | Adam Dennis                                 |
| Trainer:      | Dave Barr                                   |

| Angriff:      | Dylan Hunter – Wojtek Wolski – Ryan Callahan |
| Verteidigung: | Ryan Parent – Patrick McNeill                |
| Tor:          | Dan Turple                                   |
| Trainer:      | Dale Hunter                                  |

| Angriff:      | Ryan Hamilton – Bryan Little – Michael Blunden |
| Verteidigung: | Matt Lashoff – Mike Vernace                    |
| Tor:          | Kevin Lalande                                  |
| Trainer:      | Dick Todd                                      |

### All-Rookie-Teams
| Angriff:      | Bryan Cameron – John Tavares – Sjarhej Kaszizyn |
| Verteidigung: | Drew Doughty – Mark Katic                       |
| Tor:          | Ryan Daniels                                    |

| Angriff:      | Oskar Osala – Logan Couture – Dale Mitchell |
| Verteidigung: | Scott Aarssen – Jakub Vojta                 |
| Tor:          | Sebastian Dahm                              |

### Vergebene Trophäen
| Auszeichnung                 | Auszeichnung              | Team               |
| ---------------------------- | ------------------------- | ------------------ |
| J. Ross Robertson Cup        | J. Ross Robertson Cup     | Peterborough Petes |
| Hamilton Spectator Trophy    | Hamilton Spectator Trophy | London Knights     |
| Bobby Orr Trophy             | Bobby Orr Trophy          | Peterborough Petes |
| Wayne Gretzky Trophy         | Wayne Gretzky Trophy      | London Knights     |
| Emms Trophy                  | Emms Trophy               | Brampton Battalion |
| Leyden Trophy                | Leyden Trophy             | Peterborough Petes |
| Holody Trophy                | Holody Trophy             | London Knights     |
| Bumbacco Trophy              | Bumbacco Trophy           | Plymouth Whalers   |
| Auszeichnung                 | Spieler                   | Team               |
| Red Tilson Trophy            | Wojtek Wolski             | Brampton Battalion |
| Eddie Powers Memorial Trophy | Rob Schremp               | London Knights     |
| Matt Leyden Trophy           | Dave Barr                 | Guelph Storm       |
| Jim Mahon Memorial Trophy    | Dave Bolland              | London Knights     |
| Max Kaminsky Trophy          | Andrej Sekera             | Owen Sound Attack  |
| OHL Goaltender of the Year   | Adam Dennis               | London Knights     |
| Jack Ferguson Award          | Steven Stamkos            | Sarnia Sting       |
| Dave Pinkney Trophy          | Dan Purple Mark Packwood  | Kitchener Rangers  |
| OHL Executive of the Year    | Craig Goslin              | Saginaw Spirit     |
| Emms Family Award            | John Tavares              | Oshawa Generals    |
| F. W. „Dinty“ Moore Trophy   | Ryan Daniels              | Saginaw Spirit     |
| Dan Snyder Memorial Trophy   | Mike Angelidis            | Owen Sound Attack  |
| William Hanley Trophy        | Wojtek Wolski             | Brampton Battalion |
| Leo Lalonde Memorial Trophy  | Ryan Callahan             | Guelph Storm       |
| Bobby Smith Trophy           | Danny Battochio           | Ottawa 67’s        |
| Roger Neilson Memorial Award | Danny Battochio           | Ottawa 67’s        |
| Ivan Tennant Memorial Award  | Joe Pleckaitis            | Ottawa 67’s        |
| Wayne Gretzky 99 Award       | Daniel Ryder              | Peterborough Petes |
| Bill Long Award              | Jeff Twohey               | Peterborough Petes |